# Albești (Ialomița megye)
Albești község és falu Ialomița megyében, Munténiában, Romániában. A hozzá tartozó települések: Bataluri valamint Marsilieni.

## Fekvése
A megye középső-déli részén található, a megyeszékhelytől, Sloboziatól, huszonnégy kilométerre nyugatra, a Ialomița folyó jobb partján.

## Története
Első írásos említése egy 1608. június 23-án kelt adománylevélben olvasható, melyben IX. Radu havasalföldi fejedelem egy Dragul nevű ispánnak birtokokat adományozott a mai község területéből. 
A 19. század végén a község Ialomița megye Ialomița-Balta járásához tartozott és Albești, Buești, Batalu valamint Socoale falvakból állt. Összlakossága ekkor 2561 fő volt. A községben ekkor két templom és öt iskola működött (Albești és Buești falvakban egy-egy fiú és lány iskola, Socoale településen pedig egy vegyes tanintézmény). A mai község területén ekkor még egy másik község működött, Marsilieni, mely Marsilieni, Dâlga Mică, Neamțu és Grumuzele falvakból állt. Összlakossága 1108 fő volt, és egy temploma és egy iskolája volt. 
1925-ben Ialomița megye Căzănești járásához tartozott és Albești, Batalurile illetve Buești falvakból állt. Lakossága 2295 fő volt. Marsilieni község pedig Dâlga Mică, Marsilieni és Neamțu falvakból állt, 1428 lakossal. 
1950-ben mindkét község Ialomița régiójának Slobozia rajonjához tartozott. 1952-től pedig a Bukaresti régió részeivé váltak. Ezt követően Marsilieni községet megszüntették, falvait Albești községhez csatolták. 1968-ban az ismét megyerendszert vezettek be az országban, ekkor a község az újból létrehozott Ialomița megye része lett és Albești, Bataluri, Buești illetve Marsilieni falvakból állt. 
2004-ben Buești kivált Albești községből és önálló községi rangot kapott.

## Lakossága
| Nemzetiségek        | 2002  | 2002   |
| ------------------- | ----- | ------ |
| Románok             | 2731  | 99,96% |
| Egyéb nemzetiségűek | 1     | 0,03%  |
| Összesen            | 2732* | 100,0% |

* Buești település lakosságával együtt.

## Látnivalók
- Kőkereszt - 1868-ban állították.